# Итальянская Ривьера
Италья́нская Ривье́ра (итал. Riviera ligure — Лигурийская ривьера) — полоса побережья Италии между Лигурийским морем (большей частью его Генуэзским заливом) и горной грядой, образованной Приморскими Альпами и Апеннинскими горами, протянувшаяся от границы с Францией (Французской Ривьерой) на западе до границы с областью Тоскана на востоке.
В центре Итальянской Ривьеры находится портовый город Генуя, разделяющий её на западную — Ривьера-ди-Поненте, и восточную — Ривьера-ди-Леванте, части. Таким образом, ривьера включает практически все побережье области Лигурия.
Итальянская Ривьера известна своим мягким климатом, чарующей стариной морских портов и красотой пейзажей, что сделало её популярным пунктом туристических маршрутов со времён Байрона и Шелли. На этой территории располагается много всемирно известных городов — таких, как крохотный Портофино, пять городов Чинкве-Терре, фешенебельные курорты Сан-Ремо, Рапалло и др. Часть Ривьера-ди-Поненте с центром в городе Савона называется «Ривьера делле Пальме» («Пальмовая Ривьера»), а часть с центром в Сан-Ремо носит название «Ривьера дей Фьори», в честь издавна сформировавшейся здесь индустрии цветоводства.
- Чинкве-Терре
- Ноли
- Портофино
- Сестри-Леванте
- Вернацца